# 人類豬型流感及季節性流感直擊
人類豬型流感及季節性流感直擊是香港衞生防護中心自2009年第38周起出版的周報，該報內容為主要描述出版日期前最近一周香港的人類豬型流感及季節性流感的情況，並以圖表描述個案數字等等的資料。

## 外部連結
- （繁體中文） 人類豬型流感及季節性流感直擊* （简体中文） 人类猪型流感及季节性流感直击（页面存档备份，存于）